# Борос Шнайдера
Борос Шнайдера (Boros schneideri) — вид жуків родини Boridae.

## Поширення
Вид поширений в Європі та Північній Азії від Татр та Скандинавії до Приамур'я. Мешкає в тайзі та зоні мішаних лісів.

## Опис

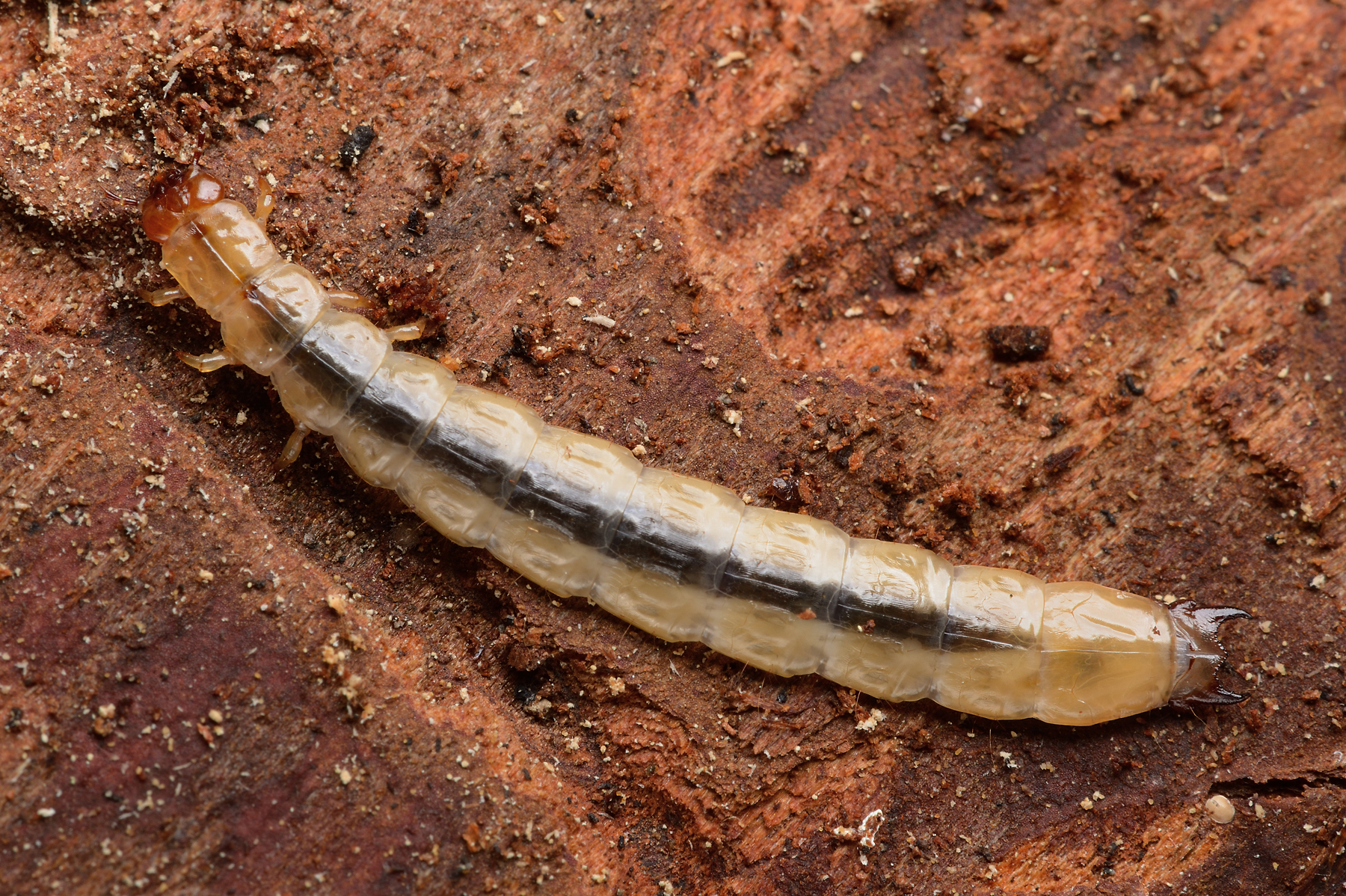
Личинка

Довгастий жук, з характерною подовженою головою, звуженою позаду очей. Тіло завдовжки 11-17 мм, чорно-сіре, блискуче. Крила ніжно плямисті, з поздовжніми борозенками. Лапи червоно-коричневі, антена коричнева.

## Спосіб життя
Личинки розвиваються під корою гниючих дерев, переважно сосни або берези. Харчуються переважно різними органічними рештками і грибами, що ростуть під корою дерев. Цикл розвитку 2-річний. Жуки відроджуються зазвичай в липні-серпні, зимують в щілинах і тріщинах кори. Зимують жуки і личинки.

## Охорона
Вид занесений до Директиви Європейського Союзу 92/43/ЄС «Про збереження природних оселищ та видів природної фауни і флори» (Додаток II. Види рослин і тварин, що становлять особливий інтерес для Європейського Союзу, збереження яких потребує створення територій особливої охорони).